# 布伦特·拉克姆
布伦特·拉克姆（英語：Brent Larkham；1972年1月8日—）是一位已退役澳洲網球運動員，在1994年9月26日取得個人單打排名新高的106名，而最高雙打排名則於1995年10月30日達到128名。他是另一位網球員托德·拉克姆的哥哥。

## 職業生涯
拉克姆在大滿貫最佳成績是1994年澳洲網球公開賽，他以外卡身份參賽並打進第三輪。第一輪他擊敗在資格賽晉身會內賽的日本球手辻野隆三，在第二輪擊敗排名第27的阿莫斯·曼斯多夫，首兩輪取勝且未失一盤，但在第三輪不敵捷克球手馬丁·達姆。
由於背傷使他不得不退役，退役後成為他弟弟托德·拉克姆的教練，此外亦曾是韋恩·亞瑟斯、理查德·弗罗姆伯格和保罗·汉利的教練。

## 挑戰賽冠軍

### 單打
| 年份 | 賽事         | 地面 | 對手              | 比分          |
| ---- | ------------ | ---- | ----------------- | ------------- |
| 1993 | 澳洲朗塞斯顿 | 地毯 | 尼克拉斯·烏特格倫 | 6–3, 4–6, 7–6 |
| 1994 | 芬蘭坦佩雷   | 泥地 | 阿莱霍·曼西西多   | 7–6, 1–6, 6–3 |

### 雙打
| 年份 | 賽事         | 地面 | 拍檔            | 對手                        | 比分          |
| ---- | ------------ | ---- | --------------- | --------------------------- | ------------- |
| 1992 | 英國布里斯托 | 草地 | 達倫·柯克       | 肯特·金尼尔 彼得·尼堡       | 3–6, 7–6, 6–4 |
| 1993 | 澳洲珀斯     | 草地 | 保羅·基爾伯里   | 本·埃爾佐德 馬克·菲利普西斯 | 7–6, 6–3      |
| 1995 | 德國菲尔特   | 泥地 | 安德鲁·克拉茨曼 | 肯·弗拉赫 肯特·金尼尔       | 6–4, 6–7, 7–6 |

## 外部連結
- 布伦特·拉克姆（英文/西班牙文）的官方資料